# Claudia Apablaza
Claudia Apablaza (Rancagua, 20 de octubre de 1978) es una escritora chilena, ganadora del Premio ALBA de Novela 2012 por su libro Goo y el amor. Es coordinadora de la editorial Los libros de La Mujer Rota.

## Biografía
Estudió psicología y realizó una maestría en Teoría Literaria en la Universidad de Chile; posteriormente hizo un posgrado en Literatura Comparada en la Universidad Autónoma de Barcelona gracias a una beca otorgada en 2006 por el Consejo Nacional de la Cultura y las Artes.
Apablaza debutó en la literatura con cuentos y en la primera mitad de los años 2000 ganó dos concursos, entre ellos el de la revista Paula. El primer libro que publicó fue precisamente una recopilación de sus relatos, en 2006, bajo el título de Autoformato. A partir de entonces ha continuado sacando cuentarios, además de escribir varias novelas, entre ellas Goo y el amor, la que en 2012 ganó el Premio ALBA. Sus relatos han sido incluidos en varias antologías.
En julio de 2010 participó de la Iª Gira de Novelistas Latinoamericanos por diversas regiones del Perú organizada por Ediciones Altazor de Willy del Pozo Alarcón.
Vivió en la ciudad española de Barcelona, y fue responsable de la colección de vanguardias latinoamericanas Humo hacia el sur de Ediciones Barataria. Se desempeñó también como profesora del Laboratorio de Escritura de Barcelona y cooeditora con Iván Humanes de la revista Dado Roto.

## Obras
- Autoformato, cuentos, LOM Ediciones, Santiago, 2006, Contiene 17 textos:
  - «Las diez víctimas de Nasón», «Ella ama a su editor», «Mi nombre en el Google», «No soy Altazor», «La carne es triste», «Dos poetas desconocidos ejecutan una acción importante», «Respuestas para una entrevista de una revista top», «Pobre niño poeta», «Sor Juana y Pierre Bourdieu», «Últimos reflejos de Ruth», «Yo nunca salí», «Él le dijo: Puta asesina», «Yo también soy el hombre imaginario», «Ellos bailan al ritmo de la lavadora», «Oración por la rucia», «Prometeo tuvo la culpa» y «Johannes Gutenberg llora con sus amigos»
- Diario de las especies, novela, Lanzallamas, Chile 2008 (Jus ediciones, DF, México, 2008; Barataria, España, 2010)
- Hija ilegal. De Bolaño a Nicanor, Santa Muerte Cartonera, México, 2009
- EME / A. La tristeza de la no historia, novela, Editorial Cuarto Propio, 2010
- La máquina de Kiribati según Go, O y Gle, con la artista visual Francisca Yáñez, Los Libros del Snark, 2011 (editorial artesanal, sólo 50 ejemplares numerados)
- Siempre te creíste la Virginia Woolf, cuentos, La Calabaza del Diablo, Santiago, 2011. Contiene 11 textos:
  - «Poseída», «Estimada señora:», «Soy», «El mejor», «Siempre te creíste la Virginia Woolf», «Yo me paseo», «Parece que mi agente literario me odia», «Yo no tengo editor», «Consejos para una joven cuentista», «Happy Birthday to me» y «Creo que te inventé en mi mente»
- Goo y el amor, novela, La Habana, Editorial Arte y Literatura, 2012; La Calabaza del Diablo, Santiago, 2014
- Todos piensan que soy un faquir, cuentos, Edicola, 2013. Contiene 10 textos:
  - «Creo que mi padre piensa que soy un faquir», «Gym, artes marciales, happy dance, zumba, pilates, correr, caminar, subir montañas, etc.», «Papá, él era un maldito vegano y ecológico pero yo lo quería», «Si me llevas a Guadalajara dejo los lácteos», «Tú también hace ashtanga?», «Solo en el fin del mundo comeré papas fritas», «El cuento de la Isi», «Movistar: de cómo al final casi terminé zen», «No quiero tener guata», «Tentativa de escribir el corpus teórico-emocional de otros textos» y «Diez formas de terminar con todo esto y ser feliz»
- Diario de quedar embarazada, novela, Ediciones B, Santiago, 2017
- Historia de mi lengua, novela, AUTOR-EDITOR, Madrid, 2023

## Premios
- Primer lugar Concurso de Cuentos Filando 2004, cuentos de mujer, Asturias, España
- Primer lugar en el concurso de cuentos de la revista Paula 2005
- Finalista Joven Talento Booket, Planeta, España 2008
- Premio ALBA de Novela 2012 por Goo y el amor[4]